# Дювал (округ, Техас)
Шаблон:StateAbbr_ 27°41′ пн. ш. 98°31′ зх. д. / 27.68° пн. ш. 98.52° зх. д.
Округ Дювал (англ. Duval County) — округ (графство) у штаті Техас, США. Ідентифікатор округу 48131.

## Історія
Округ утворений 1876 року.

## Демографія
За даними перепису 2000 року загальне населення округу становило 13120 осіб, зокрема міського населення було 6937, а сільського — 6183. Серед мешканців округу чоловіків було 6583, а жінок — 6537. В окрузі було 4350 домогосподарств, 3268 родин, які мешкали в 5543 будинках. Середній розмір родини становив 3,4.
Віковий розподіл населення поданий у таблиці:
| Стать    | До 15 років | 15-21 | 22-29 | 30-39 | 40-49 | 50-65 | 65-85 | Понад 85 |
| -------- | ----------- | ----- | ----- | ----- | ----- | ----- | ----- | -------- |
| Чоловіки | 1519        | 778   | 752   | 883   | 940   | 946   | 672   | 93       |
| Жінки    | 1639        | 686   | 637   | 799   | 729   | 974   | 938   | 135      |

## Суміжні округи
- Макмаллен — північ
- Лайв-Оук — північний схід
- Джим-Веллс — схід
- Брукс — південний схід
- Джим-Гогг — південний захід
- Вебб — захід

## Виноски
1. ↑  U.S. Decennial Census. United States Census Bureau. Архів оригіналу за 26 квітня 2015. Процитовано 22 квітня 2015.
2. ↑  Texas Almanac: Population History of Counties from 1850–2010 (PDF). Texas Almanac. Архів оригіналу (PDF) за 19 квітня 2015. Процитовано 22 квітня 2015.
3. ↑  State & County QuickFacts. United States Census Bureau. Архів оригіналу за 18 жовтня 2011. Процитовано 10 грудня 2013.(англ.) Наведено за англійською вікіпедією.
4. ↑  American FactFinder. Бюро перепису населення США. Архів оригіналу за 21 травня 2008. Процитовано 31 січня 2008.

| США | Це незавершена стаття з географії США. Ви можете допомогти проєкту, виправивши або дописавши її. |